# Kissi
Kissi es una etnia de la alta Guinea, Sierra Leona y Liberia que comprende unos 25.000 individuos.
La región septentrional que ocupan los kissi corresponde a una zona de sabana de Sudán, pero a medida que se avanza hacia el sur en (Sierra Leona y Liberia), la vegetación se hace selvática.
La principal actividad artística es la escultura religiosa, con estatuillas de piedra. Su elaboración se remonta a pocos siglos después de Cristo.